# 貝拉烏帕齊拉
貝拉乌帕齐拉是孟加拉国巴布納縣的一个乌帕齐拉，位於拉傑沙希专区的巴布納縣。。

## 人口
據1991年孟加拉國人口普查，貝拉共有戶數35,351戶，人口208897人。其中男性佔比52.11%，女性佔比47.89%；成年人口100,253人。該地7歲以上人口之平均識字率為24.1%。